# Windhoff L 110
Die  Windhoff L 110,   LW 110 ,   L 170 und  LW 170 waren kleine, in den 1920er Jahren gebaute, Rangierlokomotiven
für Werks- und Privatbahnen.

## Geschichte
Noch bevor Windhoff ab Beginn der 1930er Jahre in Zusammenarbeit mit dem Reichsbahn-Zentralamt für Maschinenbau (RZM) in Berlin wesentlich an der Entwicklung und dem Bau von Kleinlokomotiven der Leistungsgruppe I für die Deutsche Reichsbahn-Gesellschaft (DRG) beteiligt war, baute die Firma in den 1920er Jahren knapp drei Dutzend Lokomotiven mit Verbrennungsmotor für Werks- und Privatbahnen in Normalspur. Einzelne Lieferungen gab es nach Dänemark, Schweden und Ungarn. Frühe Maschinen erhielten einen Benzolmotor.
Wenigstens eine weitere baugleiche Benzol-Lokomotive wurde 1931 als LV 170 III an das Kraftwerk PEN in Velsen (Niederlande) geliefert.

## Konstruktion
Die Typenbezeichnung setzt sich aus einem L für Lokomotive und gegebenenfalls einem zusätzlichen W für die Lieferungen mit optional bestellbarer Seilwinde zusammen. Diese war in dem Tender-ähnlichen Anbau hinter dem Führerhaus untergebracht. Mit ihr konnten im Falle beengter Platzverhältnisse auf Werksbahnen Rangiervorgänge durchgeführt und Wagendrehscheiben bedient werden.
Für alle Komponenten in diesem Zusammenhang war Windhoff ebenso ein möglicher Lieferant. Neben den Behältern für Seilwinde und Sand hatte die optische Anlehnung an eine Tenderlokomotive keine funktionelle Notwendigkeit. Der größte Teil des Vorbaus war leer.
Das mechanische drei-stufige Wechselgetriebe, die Kupplung und der Motor kamen aus eigener Fertigung. Erstmals wurde von Windhoff ein Vierzylindermotor in einer Lokomotive verbaut. Die numerische Angabe in der Typenbezeichnung gibt den Bohrungsdurchmesser der Zylinder wieder. Der Kolbenhub betrug 175 mm. Die Bauart machte es möglich, im Gegensatz zu älteren Konstruktionen, jede Geschwindigkeit im zulässigen Bereich anzusteuern. Für die kleineren L 110 wird eine Nennleistung von 52 PS bei einer Höchstdrehzahl von 1200/min angegeben, die größeren L 170 leisteten etwa 100 PS.
Die Maschinen hatten die Möglichkeit, alle Räder zu sanden. Elektrischen Anlasser, Beleuchtung und Signal lieferte die Firma Bosch zu.
Für das später als LV 170 III gelieferte Einzelstück bezeichnet das V in der Typenbezeichnung einen Vergasermotor und die römische Ziffer die Anzahl der Gänge.

## Einsatz und Verbleib
Zu den letzten in Betrieb befindlichen LW 110 gehörte die Werksnummer 123, die bis in die 1970er Jahre bei den  Rheinisch-Westfälische Kalkwerke in Stromberg im Hunsrück im Einsatz gewesen sein soll und eine L 110 mit der Werksnummer 139, die 1954 von den Stadtwerken Elmshorn an die Deutsche Eisenbahn-Betriebsgesellschaft (DEBG) verkauft wurde, danach als V 21.01 auf der Vorwohle-Emmerthaler Eisenbahn-Gesellschaft fuhr und ihre Dienstzeit – inzwischen mit einem Tauschmotor – im Oktober 1966 bei der Lokalbahn Rhein–Ettenheimmünster beendete.
Die Lokomotive mit der Fabriknummer Windhoff 142 wurde 1924 von der B.L.E.A.G. gekauft und war für Fahrleitungsarbeiten mit 1000 mm Spurweite vorgesehen. Die Lokomotive hatte ursprünglich eine Leistung von 52 PS, Dienstgewicht 12 t, V max 18 km/h und eine Länge über Puffer von 6830 mm. Während des 2. Weltkrieges wurde die Lok auf Motor mit Flüssiggas umgebaut. 1954 wurde sie nach einem Getriebeschaden ausgemustert.
Die beiden an das Unternehmen Svenska Sockerfabriks AB in Schweden gelieferten LW 110 wurden nach ihrer aktiven Zeit an verschiedene Museumsbahnen abgegeben, eine davon ging im Januar 2017 weiter an einen privaten Sammler in Billeshom.
Von sechs gebauten L 170 und LW 170 ist eine Lokomotive beim Bayerischen Eisenbahnmuseum in Nördlingen erhalten geblieben. Sie war für den Holz- und Kohlehof des städtischen Hochbauamtes München in Dienst, wurde im Zweiten Weltkrieg schwer beschädigt und erst zehn Jahre später wieder aufgebaut.